# Horarum Mons
Horarum Mons és una estructura geològica del tipus mons a la superfície de Mart, situada amb el sistema de coordenades planetocèntriques a -50.89 ° de latitud N i 323.67 ° de longitud E. Fa 20.5 km de diàmetre. El nom va ser fet oficial per la UAI l'any 1991 i pren el nom d'una característica d'albedo.